# Малая Кугульта
Малая Кугульта (Малая Кугульча, Коуча-Отхен) — река в России, протекает в Ставропольском крае. Устье реки находится в 253 км по правому берегу реки Егорлык. Исток находится в с. Малая Кугульта Грачевского района. Длина реки составляет 48 км, площадь водосборного бассейна 710 км².

## Данные водного реестра
По данным государственного водного реестра России относится к Донскому бассейновому округу, водохозяйственный участок реки — Егорлык от Новотроицкого гидроузла и до устья, речной подбассейн реки — бассейн притоков Дона ниже впадения Северского Донца. Речной бассейн реки — Дон (российская часть бассейна).
Код объекта в государственном водном реестре — 05010500612107000016966.